# 2011-es Ázsia-kupa
A 2011-es Ázsia-kupa az Ázsiai Labdarúgó-szövetség (AFC) szervezésében, 15. alkalommal megrendezésre kerülő Ázsia-kupa, amely az ázsiai kontinens legrangosabb labdarúgótornája. A tornát 2011. január 7. és január 29. között rendezték, melynek – az 1988-as Ázsia-kupa után másodízben – Katar adott otthont. A kontinensviadalon 16 csapat vehet részt. A győztes részvételi jogot szerzett a 2013-as konföderációs kupára.

## Rendező kiválasztása
A kontinensviadal megrendezésére három ország jelentkezett: Irán, India és Katar. Ugyan Ausztrália is érdeklődést mutatott a torna megrendezésével kapcsolatban, azonban a hivatalos határidőig nem nevezett, illetve az Ázsiai Labdarúgó-szövetség rotációs rendszere miatt az ASEAN-régió bármely tagállama legközelebb csak 2019-ben rendezhetné meg a kupát.
Mivel India még a pályázatok benyújtása előtt visszalépett, illetve Irán a hivatalos határidőig nem nyújtott be érvényes pályázatot, Katar esélyei jelentősen megnőttek, ami 2007. július 29-én Jakartában, Indonéziában be is bizonyodott: a rendezés jogát az egyetlen érvényes és elfogadható pályázatot benyújtó Katarnak itélték.
A Nemzetközi Labdarúgó-szövetség (FIFA) rendelkezése a kontinensviadal időpontját januárra vagy júliusra szabályozta. Tekintettel a júliusi forróságra, az Ázsiai Labdarúgó-szövetség (AFC) a tornát 2011 januárra írta ki.

## Helyszínek
| Doha                      | Doha              | Al Rayyan             | Doha             | Doha                     |
| ------------------------- | ----------------- | --------------------- | ---------------- | ------------------------ |
| Kalifa Nemzetközi Stadion | Al-Harafa Stadion | Ahmed bin Ali Stadion | Qatar SC Stadion | Jassim Bin Hamad Stadion |
| Férőhely: 50 000          | Férőhely: 25 000  | Férőhely: 25 000      | Férőhely: 20 000 | Férőhely: 17 000         |
|                           |                   |                       |                  |                          |

## Selejtezők
A 2007-es Ázsia-kupa első három helyezett csapata, illetve a rendező ország a kontinenstorna selejtező nélküli, automatikus résztvevői.
Az Ázsiai Labdarúgó-szövetség új elképzeléseinek megfelelően az úgynevezett "felemelkedő országok" (emerging countries) számára két helyet biztosítanak, így a 2008-as és a 2010-es kihíváskupa aranyérmese is a kontinensviadal mezőnyének tagja lesz. Amennyiben a két kihíváskupa győztese ugyanazon csapat lenne, úgy a 2010-es torna ezüstérmese jut ki.

## Résztvevők

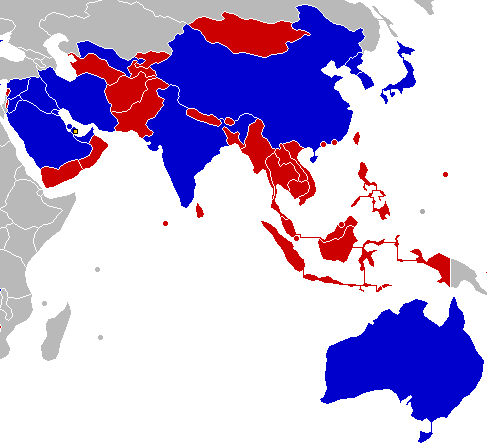

Katar rendezőként automatikus résztvevője az Ázsia-kupának, csakúgy mint az előző torna első három helyezettje is. Emellett a 2008-as és 2010-es AFC Challenge-Kupa győztesei is részvételi jogot szereztek. A maradék 10 helyet selejtezőkön döntötték el, 5 csoportból az első két helyezett jutott ki a tornára.
A következő csapatok vesznek részt a 2011-es Ázsia-kupán:
A rendező, majd a kvalifikáció megszerzésének sorrendjében.

A korábbi részvétel oszlopban félkövérrel jelölt évszámmal jelölt években a csapat megnyerte az Ázsia-kupát.
| Nemzet                  | Selejtező                           | Kvalifikáció dátuma | Korábbi részvételei                                                   |
| ----------------------- | ----------------------------------- | ------------------- | --------------------------------------------------------------------- |
| Katar                   | Rendező                             | 2007. július 29.    | 7 (1980, 1984, 1988, 1992, 2000, 2004, 2007)                          |
| Irak                    | 2007-es Ázsia-kupa győztese         | 2007. július 25.    | 6 (1972, 1976, 1996, 2000, 2004, 2007)                                |
| Szaúd-Arábia            | 2007-es Ázsia-kupa 2. helyezett     | 2007. július 25.    | 7 (1984, 1988, 1992, 1996, 2000, 2004, 2007)                          |
| Dél-Korea               | 2007-es Ázsia-kupa 3. helyezett     | 2007. július 28.    | 11 (1956, 1960, 1964, 1972, 1980, 1984, 1988, 1996, 2000, 2004, 2007) |
| India                   | 2008-as AFC Challenge-Kupa győztese | 2008. augusztus 13. | 2 (1964, 1984)                                                        |
| Üzbegisztán             | C csoport selejtező                 | 2009. november 18.  | 4 (1996, 2000, 2004, 2007)                                            |
| Szíria                  | D csoport selejtező                 | 2009. november 18.  | 4 (1980, 1984, 1988, 1996)                                            |
| Irán                    | E csoport selejtező                 | 2010. január 6.     | 11 (1968, 1972, 1976, 1980, 1984, 1988, 1992, 1996, 2000, 2004, 2007) |
| Kína                    | D csoport selejtező                 | 2010. január 6.     | 9 (1976, 1980, 1984, 1988, 1992, 1996, 2000, 2004, 2007)              |
| Japán                   | A csoport selejtező                 | 2010. január 6.     | 6 (1988, 1992, 1996, 2000, 2004, 2007)                                |
| Bahrein                 | A csoport selejtező                 | 2010. január 6.     | 3 (1988, 2004, 2007)                                                  |
| Egyesült Arab Emírségek | C csoport selejtező                 | 2010. január 6.     | 7 (1980, 1984, 1988, 1992, 1996, 2004, 2007)                          |
| Észak-Korea             | 2010-es AFC Challenge-Kupa győztese | 2010. február 27.   | 2 (1980, 1992)                                                        |
| Ausztrália              | B csoport selejtező                 | 2010. március 3.    | 1 (2007)                                                              |
| Kuvait                  | B csoport selejtező                 | 2010. március 3.    | 8 (1972, 1976, 1980, 1984, 1988, 1996, 2000, 2004)                    |
| Jordánia                | E csoport selejtező                 | 2010. március 3.    | 1 (2004)                                                              |

## Sorsolás
A torna csoportjainak sorsolását 2010. április 23-án tartották Dohában. Katar automatikusan az A csoportba került.
| 1. kalap                                | 2. kalap                                | 3. kalap                                            | 4. kalap                              |
| --------------------------------------- | --------------------------------------- | --------------------------------------------------- | ------------------------------------- |
| Katar · Irak · Szaúd-Arábia · Dél-Korea | Japán · Ausztrália · Irán · Üzbegisztán | Kína · Egyesült Arab Emírségek · Bahrein · Jordánia | Szíria · Kuvait · India · Észak-Korea |

A csoportbeosztás:
| A csoport                           | B csoport                                | C csoport                                | D csoport                                           |
| ----------------------------------- | ---------------------------------------- | ---------------------------------------- | --------------------------------------------------- |
| Katar · Kuvait · Kína · Üzbegisztán | Szaúd-Arábia · Japán · Jordánia · Szíria | Ausztrália · Dél-Korea · India · Bahrein | Irak · Észak-Korea · Egyesült Arab Emírségek · Irán |

## Játékvezetők
A tornára 12 játékvezetőt és 24 játékvezető-asszisztenst választottak ki:
| Sorszám | Játékvezető            | Asszisztensek          | Asszisztensek           |
| ------- | ---------------------- | ---------------------- | ----------------------- |
| 1       | Ben Williams           | Benjamin Wilson        | Hakan Anaz              |
| 2       | Nisimura Júicsi        | Szagara Tóru           | Nagi Tosijuki           |
| 3       | Kim Dong-Jin           | Jeong Hae-sang         | Jang Jun-mo             |
| 4       | Subkhiddin Mohd Salleh | Mu Jü-hszin            | Mohd Sabri Bin Mat Daud |
| 5       | Abdulláh al-Hiláli     | Bahadir Kocskarov      | Hamed Al Mayahi         |
| 6       | Abdulrahman Hussain    | Mohammad Dharman       | Hassan Al Thawadi       |
| 7       | Halíl al-Gamdi         | Haszan Kámránifar      | Reza Sokhandan          |
| 8       | Abdul Malik            | Jeffrey Goh            | Haja Maidin             |
| 9       | Naváf Sukralláh        | Khaled Al Allan        | Mohammed Jawdat Nehlawi |
| 10      | Ali Al Badwawi         | Saleh Al Marzouqi      | Yaser Marad             |
| 11      | Ravshan Ermatov        | Abdukhamidullo Rasulov | Rafael Ilyasov          |
| 12      | Mohammed Benúza        | Mohamed Meknous        | Abdelhak Etchiali       |

## Eredmények

### Csoportkör
A csoportkörben minden csapat játszott a másik három csapattal egy-egy mérkőzést, így összesen 6 mérkőzésre került sor mind a négy csoportban. A csoportokból az első két helyezett jutott tovább. Minden csoportban az utolsó két mérkőzést azonos időpontban játszották.
A csoportokban a következők szerint kellett a sorrendet meghatározni:
1. több szerzett pont az összes mérkőzésen (egy győzelemért 3 pont, egy döntetlenért 1 pont jár, a vereségért nem jár pont)
2. jobb gólkülönbség az összes mérkőzésen
3. több lőtt gól az összes mérkőzésen

Ha két vagy több csapat a fenti három kritérium alapján is azonos eredménnyel állt, akkor a következők szerint kellett meghatározni a sorrendet:
1. több szerzett pont az azonosan álló csapatok között lejátszott mérkőzéseken
2. jobb gólkülönbség az azonosan álló csapatok között lejátszott mérkőzéseken
3. több lőtt gól az azonosan álló csapatok között lejátszott mérkőzéseken
4. sorsolás

| Jelmagyarázat                                                                   |
| ------------------------------------------------------------------------------- |
| A csoportok első és második helyezettje bejutott az egyenes kieséses szakaszba. |
| A csoportok harmadik és negyedik helyezettje kiesett a tornáról.                |

#### A csoport
| Csapat      | M | Gy | D | V | G+ | G– | Gk | P |
| ----------- | - | -- | - | - | -- | -- | -- | - |
| Üzbegisztán | 3 | 2  | 1 | 0 | 6  | 3  | +3 | 7 |
| Katar       | 3 | 2  | 0 | 1 | 5  | 2  | +3 | 6 |
| Kína        | 3 | 1  | 1 | 1 | 4  | 4  | 0  | 4 |
| Kuvait      | 3 | 0  | 0 | 3 | 1  | 7  | –6 | 0 |

| 2011. január 7. 19:15 UTC+3 |

| Katar | 0–2                         | Üzbegisztán             |
| ----- | --------------------------- | ----------------------- |
|       | (0–0) Jegyzőkönyv Részletek | Ahmedov 58' Jeparov 77' |

| Kalifa Nemzetközi Stadion Nézőszám: 37 143 Játékvezető: Nisimura Júicsi (japán) |

| 2011. január 8. 16:15 UTC+3 |

| Kuvait | 0–2                         | Kína                       |
| ------ | --------------------------- | -------------------------- |
|        | (0–2) Jegyzőkönyv Részletek | Csang L. 58' Deng Z.X. 66' |

| Al Gharafa Stadion Nézőszám: 7423 Játékvezető: Ben Williams (ausztrál) |

| 2011. január 12. 16:15 UTC+3 |

| Üzbegisztán              | 2–1                         | Kuvait                  |
| ------------------------ | --------------------------- | ----------------------- |
| Shatskix 41' Jeparov 65' | (1–0) Jegyzőkönyv Részletek | Al Mutwa 49' (11-esből) |

| Al Gharafa Stadion Nézőszám: 3481 Játékvezető: Naváf Sukralláh (bahreini) |

| 2011. január 12. 19:15 UTC+3 |

| Kína | 0–2                         | Katar           |
| ---- | --------------------------- | --------------- |
|      | (0–2) Jegyzőkönyv Részletek | Ahmed 27' 45+1' |

| Kalifa Nemzetközi Stadion Nézőszám: 30 778 Játékvezető: Kim Dongdzsin (dél-koreai) |

| 2011. január 16. 19:15 UTC+3 |

| Katar                                   | 3–0                         | Kuvait |
| --------------------------------------- | --------------------------- | ------ |
| Mohammed 11' El Sayed 16' Montezine 85' | (2–0) Jegyzőkönyv Részletek |        |

| Kalifa Nemzetközi Stadion Nézőszám: 28 339 Játékvezető: Abdul Malik (szingapúri) |

| 2011. január 16. 19:15 UTC+3 |

| Kína                       | 2–2                         | Üzbegisztán              |
| -------------------------- | --------------------------- | ------------------------ |
| Jü Haj 6' Hao Csün-min 56' | (1–1) Jegyzőkönyv Részletek | Ahmedov 30' Geynrikh 46' |

| Al Gharafa Stadion Nézőszám: 3 529 Játékvezető: Abdulláh al-Hiláli (ománi) |

#### B csoport
Bővebben:2011-es Ázsia-kupa (B csoport)
| Csapat       | M | Gy | D | V | G+ | G– | Gk | P |
| ------------ | - | -- | - | - | -- | -- | -- | - |
| Japán        | 3 | 2  | 1 | 0 | 8  | 2  | +6 | 7 |
| Jordánia     | 3 | 2  | 1 | 0 | 4  | 2  | +2 | 7 |
| Szíria       | 3 | 1  | 0 | 2 | 4  | 5  | –1 | 3 |
| Szaúd-Arábia | 3 | 0  | 0 | 3 | 1  | 8  | –7 | 0 |

| 2011. január 9. 16:15 UTC+3 |

| Japán        | 1–1                         | Jordánia         |
| ------------ | --------------------------- | ---------------- |
| Josida 90+2' | (0–1) Jegyzőkönyv Részletek | Abdel Fattah 45' |

| Qatar SC Stadion Nézőszám: 6 255 Játékvezető: Abdul Malik Bashir (szingapúri) |

| 2011. január 9. 19:15 UTC+3 |

| Szaúd-Arábia  | 1–2                         | Szíria            |
| ------------- | --------------------------- | ----------------- |
| Al-Jassim 60' | (0–1) Jegyzőkönyv Részletek | Al Husain 38' 63' |

| Ahmed bin Ali Stadion Nézőszám: 16 562 Játékvezető: Kim Dongdzsin (dél-koreai) |

| 2011. január 13. 16:15 UTC+3 |

| Jordánia         | 1–0                         | Szaúd-Arábia |
| ---------------- | --------------------------- | ------------ |
| Abdul Rahman 42' | (1–0) Jegyzőkönyv Részletek |              |

| Ahmed bin Ali Stadion Nézőszám: 17 349 Játékvezető: Ali Al Badwawi (arab emírségekbeli) |

| 2011. január 13. 19:15 UTC+3 |

| Szíria                   | 1–2                         | Japán                            |
| ------------------------ | --------------------------- | -------------------------------- |
| Al-Khatib 76' (11-esből) | (0–1) Jegyzőkönyv Részletek | Haszebe 35' Honda 82' (11-esből) |

| Qatar SC Stadion Nézőszám: 10 453 Játékvezető: Mohsen Torky (iráni) |

| 2011. január 17. 16:15 UTC+3 |

| Szaúd-Arábia | 0–5                         | Japán                            |
| ------------ | --------------------------- | -------------------------------- |
|              | (0–3) Jegyzőkönyv Részletek | Okazaki 8' 13' 80' Maeda 19' 51' |

| Ahmed bin Ali Stadion Nézőszám: 2022 Játékvezető: Ravshan Ermatov (üzbég) |

| 2011. január 17. 16:15 UTC+3 |

| Jordánia                      | 2–1                         | Szíria      |
| ----------------------------- | --------------------------- | ----------- |
| Diab 30' (öngól) Al-Saify 59' | (1–1) Jegyzőkönyv Részletek | Al Zeno 15' |

| Qatar SC Stadion, Doha Nézőszám: 9849 Játékvezető: Abdulrahman Hussain (katari) |

#### C csoport
| Csapat     | M | Gy | D | V | G+ | G– | Gk  | P |
| ---------- | - | -- | - | - | -- | -- | --- | - |
| Ausztrália | 3 | 2  | 1 | 0 | 6  | 1  | +5  | 7 |
| Dél-Korea  | 3 | 2  | 1 | 0 | 7  | 3  | +4  | 7 |
| Bahrein    | 3 | 1  | 0 | 2 | 6  | 5  | +1  | 3 |
| India      | 3 | 0  | 0 | 3 | 3  | 13 | –10 | 0 |

| 2011. január 10. 16:15 UTC+3 |

| India | 0–4                         | Ausztrália                             |
| ----- | --------------------------- | -------------------------------------- |
|       | (0–3) Jegyzőkönyv Részletek | Cahill 11' 65' Kewell 24' Holman 45+1' |

| Jassim Bin Hamad Stadion Nézőszám: 11 749 Játékvezető: Ali al-Badwawi (Arab Emírségek) |

| 2011. január 10. 19:15 UTC+3 |

| Dél-Korea            | 2–1                         | Bahrein              |
| -------------------- | --------------------------- | -------------------- |
| Ku Dzsacshol 40' 52' | (1–0) Jegyzőkönyv Részletek | Aaish 85' (11-esből) |

| Al Harafa Stadion, Doha Nézőszám: 4 967 Játékvezető: Abdulláh al-Hiláli (ománi) |

| 2011. január 14. 16:15 UTC+3 |

| Ausztrália  | 1–1                         | Dél-Korea        |
| ----------- | --------------------------- | ---------------- |
| Jedinak 62' | (0–1) Jegyzőkönyv Részletek | Ku Dzsacshol 24' |

| Al Gharafa Stadion Nézőszám: 15 526 Játékvezető: Abdulrahman Hussain (katari) |

| 2011. január 14. 19:15 UTC+3 |

| Bahrein                                     | 5–2                         | India                     |
| ------------------------------------------- | --------------------------- | ------------------------- |
| Aaish 8' (11-esből) Ismaeel 16' 19' 35' 77' | (4–1) Jegyzőkönyv Részletek | Gouramangi 9' Chhetri 52' |

| Jassim Bin Hamad Stadion Nézőszám: 11 032 Játékvezető: Subkhiddin Mohd Salleh (maláj) |

| 2011. január 18. 16:15 UTC+3 |

| Dél-Korea                                           | 4–1                         | India                  |
| --------------------------------------------------- | --------------------------- | ---------------------- |
| Ji Dong-Won 6' 23' Ku Dzsacshol 9' Szon Hungmin 81' | (3–1) Jegyzőkönyv Részletek | Chhetri 12' (11-esből) |

| Al Gharafa Stadion Nézőszám: 11 366 Játékvezető: Halíl al-Gamdi (Szaúd-arábiai) |

| 2011. január 18. 16:15 UTC+3 |

| Ausztrália  | 1–0                         | Bahrein |
| ----------- | --------------------------- | ------- |
| Jedinak 37' | (1–0) Jegyzőkönyv Részletek |         |

| Jassim Bin Hamad Stadion Nézőszám: 3919 Játékvezető: Nisimura Júicsi (japán) |

#### D csoport
| Csapat                  | M | Gy | D | V | G+ | G– | Gk | P |
| ----------------------- | - | -- | - | - | -- | -- | -- | - |
| Irán                    | 3 | 3  | 0 | 0 | 6  | 1  | +5 | 9 |
| Irak                    | 3 | 2  | 0 | 1 | 3  | 2  | +1 | 6 |
| Észak-Korea             | 3 | 0  | 1 | 2 | 0  | 2  | –2 | 1 |
| Egyesült Arab Emírségek | 3 | 0  | 1 | 2 | 0  | 4  | –4 | 1 |

| 2011. január 11. 16:15 UTC+3 |

| Észak-Korea | 0–0                   | Egyesült Arab Emírségek |
| ----------- | --------------------- | ----------------------- |
|             | Jegyzőkönyv Részletek |                         |

| Qatar SC Stadion Nézőszám: 3639 Játékvezető: Subkhiddin Mohd Salleh (maláj) |

| 2011. január 11. 19:15 UTC+3 |

| Irak       | 1–2                         | Irán                  |
| ---------- | --------------------------- | --------------------- |
| Mahmúd 13' | (1–1) Jegyzőkönyv Részletek | Rezaei 42' Mobali 84' |

| Ahmed bin Ali Stadion Nézőszám: 10 478 Játékvezető: Ravshan Ermatov (üzbég) |

| 2011. január 15. 16:15 UTC+3 |

| Irán            | 1–0                         | Észak-Korea |
| --------------- | --------------------------- | ----------- |
| Anszárifard 63' | (0–0) Jegyzőkönyv Részletek |             |

| Qatar SC Stadion Nézőszám: 6488 Játékvezető: Naváf Sukralláh (bahreini) |

| 2011. január 15. 19:15 UTC+3 |

| Egyesült Arab Emírségek | 0–1                         | Irak                |
| ----------------------- | --------------------------- | ------------------- |
|                         | (0–0) Jegyzőkönyv Részletek | Abbas 90+3' (öngól) |

| Ahmed bin Ali Stadion Nézőszám: 7233 Játékvezető: Nisimura Júicsi (japán) |

| 2011. január 19. 19:15 UTC+3 |

| Irak       | 1–0                         | Észak-Korea |
| ---------- | --------------------------- | ----------- |
| Jassim 22' | (1–0) Jegyzőkönyv Részletek |             |

| Ahmed bin Ali Stadion Nézőszám: 4111 Játékvezető: Subkhiddin Mohd Salleh (maláj) |

| 2011. január 19. 19:15 UTC+3 |

| Egyesült Arab Emírségek | 0–3                         | Irán                                           |
| ----------------------- | --------------------------- | ---------------------------------------------- |
|                         | (0–0) Jegyzőkönyv Részletek | Afshin 70' M. Nouri 83' W. Abbas 90+2' (öngól) |

| Qatar SC Stadion Nézőszám: 5012 Játékvezető: Kim Dongdzsin (dél-koreai) |

### Egyenes kieséses szakasz
|  |              |              |              |            |       |             |             |             |               |               |               |       |       |
|  | Negyeddöntők | Negyeddöntők | Negyeddöntők |            |       | Elődöntők   | Elődöntők   | Elődöntők   |               |               | Döntő         | Döntő | Döntő |
|  | Negyeddöntők | Negyeddöntők | Negyeddöntők |            |       | Elődöntők   | Elődöntők   | Elődöntők   |               |               | Döntő         | Döntő | Döntő |
|  | január 21.   |              |              |            |       |             |             |             |               |               |               |       |       |
|  |              |              |              |            |       |             |             |             |               |               |               |       |       |
|  | A1           | Üzbegisztán  | 2            |            |       |             |             |             |               |               |               |       |       |
|  | A1           | Üzbegisztán  | 2            | január 25. |       |             |             |             |               |               |               |       |       |
|  | B2           | Jordánia     | 1            |            |       |             |             |             |               |               |               |       |       |
|  | B2           | Jordánia     | 1            |            |       | Üzbegisztán | Üzbegisztán | 0           |               |               |               |       |       |
|  | január 22.   |              |              |            |       | Üzbegisztán | Üzbegisztán | 0           |               |               |               |       |       |
|  |              |              | Ausztrália   | Ausztrália | 6     |             |             |             |               |               |               |       |       |
|  | C1           | Ausztrália   | Ausztrália   | Ausztrália | 6     | 1           |             |             |               |               |               |       |       |
|  | C1           | Ausztrália   |              |            |       | 1           | január 29.  |             |               |               |               |       |       |
|  | D2           | Irak         | 0            |            |       |             |             |             |               |               |               |       |       |
|  | D2           | Irak         | 0            |            |       | Ausztrália  | Ausztrália  | 0           |               |               |               |       |       |
|  | január 21.   |              |              |            |       | Ausztrália  | Ausztrália  | 0           |               |               |               |       |       |
|  |              |              | Japán        | Japán      | 1     |             |             |             |               |               |               |       |       |
|  | B1           | Japán        | Japán        | Japán      | 1     | 3           |             |             |               |               |               |       |       |
|  | B1           | Japán        | január 25.   |            |       | 3           |             |             |               |               |               |       |       |
|  | A2           | Katar        | 2            |            |       |             |             |             |               |               |               |       |       |
|  | A2           | Katar        | 2            |            |       | Japán       | Japán       | 2 (3)       | Bronzmérkőzés | Bronzmérkőzés | Bronzmérkőzés |       |       |
|  | január 22.   |              |              |            |       | Japán       | Japán       | 2 (3)       | Bronzmérkőzés | Bronzmérkőzés | Bronzmérkőzés |       |       |
|  |              |              | Dél-Korea    | Dél-Korea  | 2 (0) |             |             | január 28.  | január 28.    | január 28.    |               |       |       |
|  | D1           | Irán         | Dél-Korea    | Dél-Korea  | 2 (0) | 0           |             | január 28.  | január 28.    | január 28.    |               |       |       |
|  | D1           | Irán         |              |            |       |             |             | Üzbegisztán | Üzbegisztán   | 2             |               |       |       |
|  | C2           | Dél-Korea    | 1            |            |       |             |             | Üzbegisztán | Üzbegisztán   | 2             |               |       |       |
|  | C2           | Dél-Korea    | 1            |            |       | Dél-Korea   | Dél-Korea   | 3           |               |               |               |       |       |
|  |              |              |              |            |       | Dél-Korea   | Dél-Korea   | 3           |               |               |               |       |       |

#### Negyeddöntők
| 2011. január 21. 16:25 UTC+3 |

| Japán                    | 3–2                         | Katar                     |
| ------------------------ | --------------------------- | ------------------------- |
| Kagava 29' 71' Inoha 90' | (1–1) Jegyzőkönyv Részletek | Soria 13' Fábio César 63' |

| Al-Harafa Stadion Nézőszám: 19 479 Játékvezető: Subkhiddin Mohd Salleh (maláj) |

| 2011. január 21. 19:25 UTC+3 |

| Üzbegisztán     | 2–1                         | Jordánia   |
| --------------- | --------------------------- | ---------- |
| Bakayev 46' 49' | (0–0) Jegyzőkönyv Részletek | Yaseen 59' |

| Kalifa Nemzetközi Stadion Nézőszám: 16 073 Játékvezető: Abdul Malik (szingapúri) |

| 2011. január 22. 16:25 UTC+3 |

| Ausztrália  | 1–0 (h. u.)                           | Irak |
| ----------- | ------------------------------------- | ---- |
| Kewell 118' | (0–0, 0–0, 0–0) Jegyzőkönyv Részletek |      |

| Jassim Bin Hamad Stadion, Doha Nézőszám: 7889 Játékvezető: Abdulrahman Hussain (katari) |

| 2011. január 22. 19:25 UTC+3 |

| Irán | 0–1 (h. u.)                           | Dél-Korea             |
| ---- | ------------------------------------- | --------------------- |
|      | (0–0, 0–0, 0–1) Jegyzőkönyv Részletek | Yoon Bit-Garam 105+2' |

| Qatar SC Stadion Nézőszám: 7111 Játékvezető: Ravshan Ermatov (üzbég) |

#### Elődöntők
| 2011. január 25. 16:25 UTC+3 |

| Japán                           | 2–2 (h. u.)                           | Dél-Korea                                       |
| ------------------------------- | ------------------------------------- | ----------------------------------------------- |
| Maeda 36' Hoszogai 98'          | (0–1, 1–1, 2–1) Jegyzőkönyv Részletek | Ki Sung-Yueng 23' (11-esből) Hwang Jae-Won 120' |
| Büntetőpárbaj                   |                                       |                                                 |
| Honda K. Okazaki Nagatomo Konno | 3–0                                   | Ku Dzsacshol Lee Yong-Rae Hong Jeong-Ho         |

| Al-Harafa Stadion Nézőszám: 16 171 Játékvezető: Halíl al-Gamdi (Szaúd-arábiai) |

| 2011. január 25. 19:25 UTC+3 |

| Üzbegisztán | 0–6                         | Ausztrália                                                           |
| ----------- | --------------------------- | -------------------------------------------------------------------- |
|             | (0–2) Jegyzőkönyv Részletek | Kewell 5' Ognenovski 34' Carney 65' Emerton 74' Valeri 82' Kruse 83' |

| Kalifa Nemzetközi Stadion Nézőszám: 24 826 Játékvezető: Ali al-Badwawi (Arab Emírségek) |

#### Bronzmérkőzés
| 2011. január 28. 18:00 UTC+3 |

| Üzbegisztán                 | 2–3                         | Dél-Korea                            |
| --------------------------- | --------------------------- | ------------------------------------ |
| Geynrikh 45' (11-esből) 53' | (1–3) Jegyzőkönyv Részletek | Ku Dzsacshol 18' Ji Dong-Won 28' 39' |

| Jassim Bin Hamad Stadion Nézőszám: 8199 Játékvezető: Abdul Malik Bashir (szingapúri) |

#### Döntő
| 2011. január 29. 18:00 UTC+3 |

| Ausztrália | 0–1 (h. u.)                           | Japán    |
| ---------- | ------------------------------------- | -------- |
|            | (0–0, 0–0, 0–0) Jegyzőkönyv Részletek | Lee 109' |

| Kalifa Nemzetközi Stadion Nézőszám: 37 174 Játékvezető: Ravshan Ermatov (üzbég) |

| A 2011-es Ázsia-kupa győztese |
| ----------------------------- |
| JAPÁN 4. cím                  |

### Gólszerzők
5 gólos:
- Ku Dzsacshol

4 gólos:
| - Ismaeel Abdullatif | - Ji Dong-Won |  |

3 gólos:
| - Harry Kewell - Maeda Rjóicsi | - Okazaki Sindzsi | - Alexander Geynrikh |

2 gólos:
| - Tim Cahill - Mile Jedinak - Faouzi Mubarak Aaish - Sunil Chhetri | - Kagava Sindzsi - Yusef Ahmed - Fábio César Montezine - Abdelrazaq Al Hussain | - Odil Ahmedov - Ulugbek Bakayev - Server Jeparov |

1 gólos:
| - David Carney - Brett Emerton - Brett Holman - Robbie Kruse - Saša Ognenovski - Carl Valeri - Deng Zhuoxiang - Hao Csün-min - Jü Haj - Csang Lin-peng - Gouramangi Singh - Arash Afshin - Karim Anszárifard - Iman Mobali | - Mohammad Nouri - Gholamreza Rezaei - Karrar Jassim - Júnisz Mahmúd - Haszebe Makoto - Honda Keiszuke - Hoszogai Hadzsime - Inoha Maszahiko - Lee Tadanari - Josida Maja - Hassan Abdel Fattah - Baha'a Abdul-Rahman - Odai Al-Saify | - Bashar Bani Yaseen - Bader Al-Mutwa - Mohamed Elsayed - Bilal Mohammed - Sebastián Soria - Taisir Al-Jassim - Hwang Jae-Won - Ki Sung-Yueng - Szon Hungmin - Yoon Bit-Garam - Firas Al-Khatib - Mohamed Al Zeno - Maksim Shatskix |

1 öngólos:
| - Ali Diab (Jordánia ellen) |

2 öngólos:
| - Walid Abbas (Irak és Irán ellen) |

### Végeredmény
Az első négy helyezett utáni sorrend nem tekinthető hivatalosnak, mivel ezekért a helyekért nem játszottak mérkőzéseket. Ezért e helyezések meghatározása a következők szerint történt:
1. több szerzett pont (a 11-esekkel eldöntött találkozók a hosszabbítást követő eredménnyel, döntetlenként vannak feltüntetve)
2. jobb gólkülönbség
3. több szerzett gól
4. nemzetnév

| Helyezés | Nemzet                  | M | Gy | D | V | G+ | G– | Gk  | P  |
| -------- | ----------------------- | - | -- | - | - | -- | -- | --- | -- |
| Arany.   | Japán                   | 6 | 4  | 2 | 0 | 14 | 6  | +8  | 14 |
| Ezüst.   | Ausztrália              | 6 | 4  | 1 | 1 | 13 | 2  | +11 | 13 |
| Bronz.   | Dél-Korea               | 6 | 4  | 2 | 0 | 13 | 7  | +6  | 14 |
| 4..      | Üzbegisztán             | 6 | 3  | 1 | 2 | 10 | 13 | –3  | 10 |
|          |                         |   |    |   |   |    |    |     |    |
| 5..      | Irán                    | 4 | 3  | 0 | 1 | 6  | 2  | +4  | 9  |
| 6..      | Jordánia                | 4 | 2  | 1 | 1 | 5  | 4  | +1  | 7  |
| 7..      | Katar                   | 4 | 2  | 0 | 2 | 7  | 5  | +2  | 6  |
| 8..      | Irak                    | 4 | 2  | 0 | 2 | 3  | 3  | 0   | 6  |
|          |                         |   |    |   |   |    |    |     |    |
| 9..      | Kína                    | 3 | 1  | 1 | 1 | 4  | 4  | 0   | 4  |
| 10..     | Bahrein                 | 3 | 1  | 0 | 2 | 6  | 5  | +1  | 3  |
| 11..     | Szíria                  | 3 | 1  | 0 | 2 | 4  | 5  | –1  | 3  |
| 12..     | Észak-Korea             | 3 | 0  | 1 | 2 | 0  | 2  | –2  | 1  |
| 13..     | Egyesült Arab Emírségek | 3 | 0  | 1 | 2 | 0  | 4  | –4  | 1  |
| 14..     | Kuvait                  | 3 | 0  | 0 | 3 | 1  | 7  | –6  | 0  |
| 15..     | Szaúd-Arábia            | 3 | 0  | 0 | 3 | 1  | 8  | –7  | 0  |
| 16..     | India                   | 3 | 0  | 0 | 3 | 3  | 13 | –10 | 0  |